# Pellionia latifolia
Pellionia latifolia là loài thực vật có hoa trong họ Tầm ma. Loài này được (Blume) Boerl. mô tả khoa học đầu tiên năm 1900.